# Pedro Claver
Pedro Claver (Verdú, Espanha, 26 de Junho de 1580 – Cartagena, Colômbia, 8 de Setembro de 1654) foi um padre jesuíta e missionário espanhol nascido em Verdú (Catalunha, Espanha) que, devido a sua vida e obra, tornou-se o santo padroeiro dos escravos, da República da Colômbia, e o ministério para afro-americanos. Durante os 40 anos de seu ministério no Novo Reino de Granada, estima-se que ele tenha batizado pessoalmente cerca de 300 000 pessoas (em grupos de 10) e ouvido as confissões de mais de 5 000 escravos por ano. Ele também é santo padroeiro dos marítimos. Ele é considerado um exemplo heróico do que deveria ser a práxis cristã do amor e do exercício dos direitos humanos. O Congresso da República da Colômbia declarou 9 de setembro como o Dia Nacional dos Direitos Humanos em sua homenagem. Entrou na Companhia de Jesus com 21 anos e depois dos estudos foi enviado como missionário a Cartagena, porto da Colômbia.

## Biografia
Fez uma parte de seus estudos em Palma de Maiorca, onde recebeu influência de Santo Afonso Rodrigues.
Daí partiu como missionário para a América Espanhola, sendo ordenado sacerdote em Bogotá. Em Cartagena, onde depois se situou, estava diante de um dos três portos negreiros, onde a cada ano chegavam entre 12 a 14 navios carregados de escravos. Os escravos trazidos da África ficavam durante a viagem nos porões escuros do navio, que não tinham condições para abrigar seres humanos. Muitos missionários levantaram a voz contra esta desumanidade, mas sofreram perseguições e eram expulsos.
Penalizado com a triste situação de abandono em que se encontravam, decidiu então consagrar sua vida ao apostolado junto deles, chegando mesmo a se obrigar por voto a ser "aethiopum semper servus" (sempre escravo dos negros).
Cumpriu heroicamente esse voto, por mais de quarenta anos, cuidando deles física e espiritualmente. Diz que por suas mãos passaram mais de trezentos mil escravos. Morreu em 1654, com 73 anos, com mais de 50 anos de vida religiosa, vítima da peste.
O papa Leão XIII, ao canonizar São Pedro Claver, declarou: "Pedro Claver é o santo que mais me impressionou depois da vida de Cristo".

## No Novo Mundo
Depois de concluir seus estudos, Claver ingressou na Companhia de Jesus em Tarragona, aos 20 anos. Quando completou o noviciado, foi enviado para estudar filosofia em Palma, Maiorca. Enquanto estava lá, ele conheceu o porteiro da faculdade, Santo Afonso Rodriguez, um irmão leigo conhecido por sua santidade e dom de profecia. Rodriguez sentiu que Deus lhe dissera que Claver passaria a vida em serviço nas colônias da Nova Espanha, e frequentemente pedia ao jovem estudante que aceitasse esse chamado.
Claver se ofereceu para as colônias espanholas e foi enviado para o Novo Reino de Granada, onde chegou à cidade portuária de Cartagena em 1610. Necessário passar seis anos estudando teologia antes de ser ordenado sacerdote, morava em casas jesuítas em Tunja e Bogotá. Durante esses anos preparatórios, ele ficou profundamente perturbado com o tratamento severo e as condições de vida dos escravos negros trazidos da África.
Nessa época, o comércio de escravos havia sido estabelecido nas Américas por cerca de um século. Os nativos locais eram considerados fisicamente inadequados para trabalhar nas minas de ouro e prata. Os proprietários de minas cumpriram suas exigências de mão-de-obra importando negros de Angola e Congo, que compraram na África Ocidental por quatro coroas por cabeça ou trocaram por mercadorias e venderam nos Estados Unidos por uma média de duzentas coroas cada. Outros foram capturados aleatoriamente, especialmente homens e mulheres saudáveis considerados adequados para o trabalho de parto.
Cartagena era um centro de comércio de escravos e 10 000 escravos chegavam ao porto anualmente, atravessando o Atlântico da África Ocidental em condições tão desagradáveis que um terço estimado morria em trânsito. 
O antecessor de Claver em sua eventual missão ao longo da vida, padre Alonso de Sandoval, SJ, foi seu mentor e inspiração. Sandoval dedicou-se a servir os escravos por 40 anos antes de Claver chegou para continuar seu trabalho. Sandoval tentou aprender sobre seus costumes e idiomas; ele teve tanto sucesso que, quando retornou a Sevilha, escreveu um livro em 1627 sobre a natureza, costumes, ritos e crenças dos africanos. Sandoval encontrou Claver um aluno apto. Quando professou solenemente em 1622, Claver assinou seu documento de profissão final em latim como: Petrus Claver, aethiopum sempre servus (Peter Claver, servo dos etíopes [ou seja, africanos] para sempre).

## Ministério aos escravos

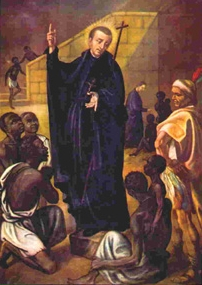
São Pedro pregando o Evangelho aos escravos.

Enquanto Sandoval havia visitado os escravos onde trabalhavam, Claver preferiu ir para o cais assim que um navio negreiro entrou no porto. A bordo do navio, ele entrou nos porões imundos e doentes para tratar e ministrar sua carga humana terrivelmente maltratada, que havia sobrevivido a uma viagem de vários meses em condições horríveis. Era difícil circular nos navios, porque os traficantes de escravos os enchiam de capacidade. Os escravos costumavam dizer que estavam sendo levados para uma terra onde seriam comidos. Claver usava uma capa, que emprestaria a quem precisava. Surgiu uma lenda que quem usava a capa recebia saúde vitalícia e era curado de todas as doenças. Depois que os escravos foram levados do navio e escritos em pátios próximos para serem examinados por multidões de compradores, Claver juntou-se a eles com remédios, comida, pão, conhaque, limões e tabaco. Com a ajuda de intérpretes e gravuras que ele carregava, ele deu instruções básicas.
Claver via os escravos como companheiros cristãos, incentivando outros a fazê-lo também. Durante a estação em que os escravos não estavam acostumados a chegar, ele atravessou o país, visitando plantações após plantações, para dar consolo espiritual aos escravos. Durante seus 40 anos de ministério, estima-se que ele pessoalmente catequizou e batizou 300 000 escravos. Ele os seguiria para garantir que, como cristãos, recebessem seus direitos civis e cristãos. Sua missão se estendeu além de cuidar de escravos, no entanto. Ele pregou na praça da cidade, para marinheiros e comerciantes e conduziu missões no campo, retornando a cada primavera para visitar aqueles que ele havia batizado, garantindo que eles fossem tratados humanamente. Durante essas missões, sempre que possível, ele evitou a hospitalidade de plantadores e superintendentes; em vez disso, ele se alojaria nos alojamentos dos escravos.
O trabalho de Claver em nome dos escravos não o impediu de ministrar às almas da sociedade próspera, comerciantes e visitantes de Cartagena (incluindo muçulmanos e protestantes ingleses) e condenados criminosos, muitos dos quais ele espiritualmente preparou para a morte; ele também era um visitante frequente nos hospitais da cidade. Através de anos de trabalho incessante e da força de sua própria personalidade, a situação dos escravos melhorou lentamente. Com o tempo, ele se tornou uma força moral, o apóstolo de Cartagena.

## Doença e morte

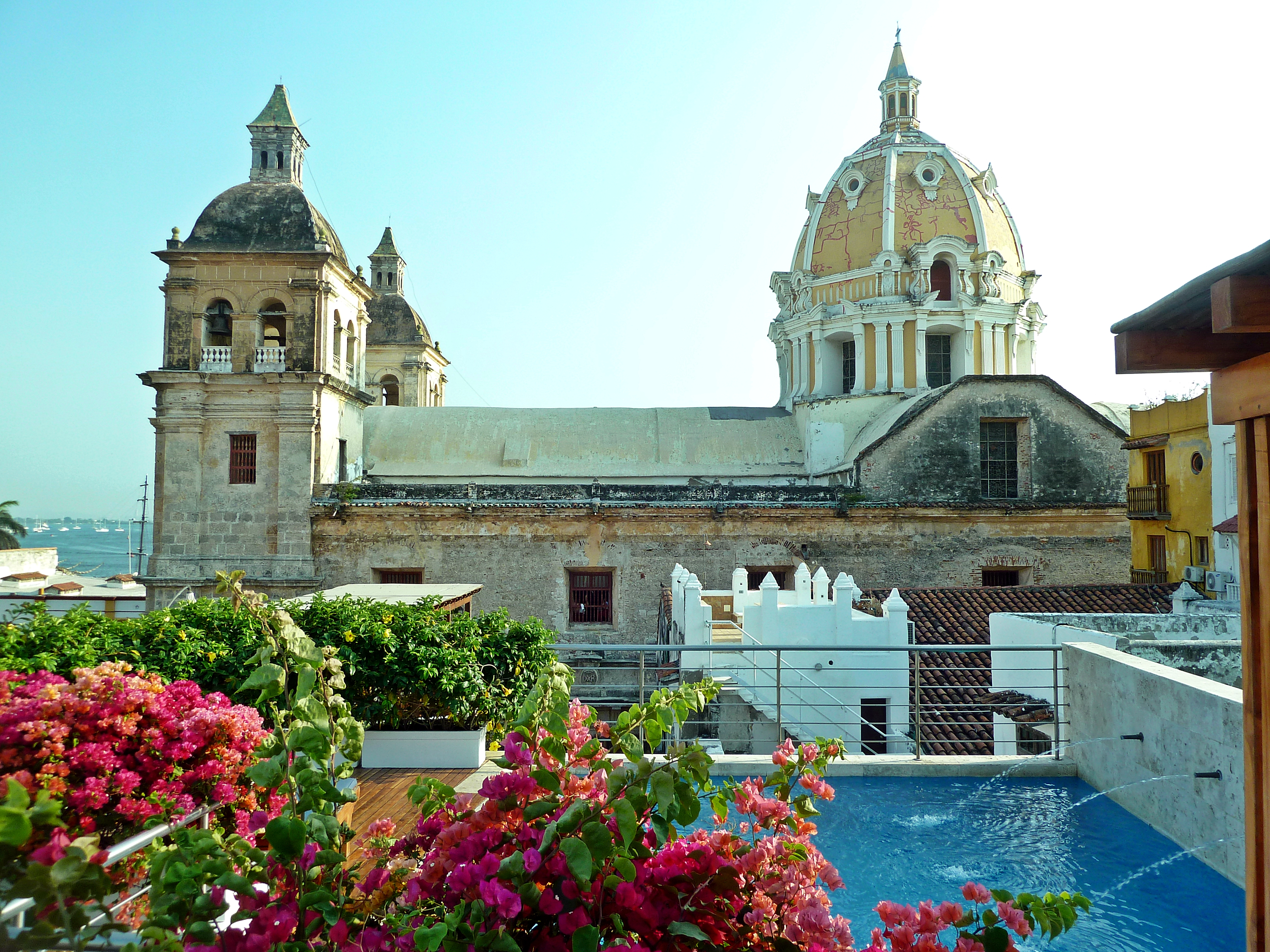
Igreja de São Pedro Claver em Cartagena, Colômbia, onde Claver viveu e ministrou.

Nos últimos quatros anos de sua vida, Pedro estava muito doente para deixar seu quarto, praticamente sozinho e quase sem poder mover-se, passava o dia contemplando. Ele morreu em 8 de setembro de 1654.
Quando as pessoas da cidade souberam de sua morte, muitos forçaram a entrada no quarto para prestar seus últimos respeitos. Tal era sua reputação de santidade que eles arrancaram qualquer coisa para servir como uma relíquia do santo.
Os magistrados da cidade, que anteriormente o consideravam um incômodo por sua persistente defesa em nome dos escravos, ordenaram um funeral público e ele foi enterrado com pompa e cerimônia. A extensão do ministério de Claver, que era prodigioso antes mesmo de considerar o número astronômico de pessoas que ele batizou, só se realizou após sua morte.

Ele foi canonizado em 1888 pelo Papa Leão XIII, junto com o santo porteiro jesuíta, Afonso Rodriguez. Em 1896, o Papa Leão também declarou Claver o patrono do trabalho missionário entre todos os povos africanos. Seu corpo é preservado e venerado na igreja da residência dos jesuítas, agora renomeada em sua homenagem.